# Voice Junior
Voice Junior var en dansk sangkonkurrence, som bliver sendt på TV 2 og senere hen på Kanal 5 fra 2014 til 2019. Programmet var børneudgaven af den danske sangkonkurrence for voksne, Voice - Danmarks største stemme, som var baseret på det hollandske koncept, The Voice of Holland og dets spin-off The Voice Kids. Deltagerne i programmet var mellem 8-14 år, som skulle synge foran et panel af tre kendte danske musikere "coaches", som sad placeret med ryggen til scenen og derfor ikke kunne se deltageren, såkaldte "Blind Auditions". Panelet af musikere valgte herefter om de ønskede at deltageren skulle gå videre i konkurrencen. De udvalgte deltagere skulle efterfølgende konkurrere mod hinanden i "Battles". Når de tre coaches har sendt én videre fra hvert battle, skal de vælge en af dem fra i kvartfinalen, og efterfølgende en anden i semifinalen. Til sidst har hver coach en deltager i finalen. Efter seerne har stemt, står vinderen tilbage.
I tredje sæson gik programmerne live allerede fra kvartfinalen, og det var seerne som via sms-stemmer valgte, hvem der gik videre.

## Sæsonoversigt
Team Wafande
     Team Oh Land
     Team Joey Moe
     Team Mette Lindberg
| Sæson        | Sendt      | Vinder     | Andenplads | Tredjeplads                      | Vært(er)                        | Coaches                  | Vindercoach |
| ------------ | ---------- | ---------- | ---------- | -------------------------------- | ------------------------------- | ------------------------ | ----------- |
| 1            | Forår 2014 | Melina     | Rud        | Emma                             | Mikkel Kryger Emilie Paevatalu  | Wafande Oh Land Joey Moe | Joey Moe    |
| 1            | Forår 2014 | Melina     | Sille      | Rachel                           | Mikkel Kryger Emilie Paevatalu  | Wafande Oh Land Joey Moe | Joey Moe    |
| 1            | Forår 2014 | Melina     | Sille      | Sofie                            | Mikkel Kryger Emilie Paevatalu  | Wafande Oh Land Joey Moe | Joey Moe    |
| 2            |            |            |            |                                  |                                 | Wafande Oh Land Joey Moe | Joey Moe    |
| Efterår 2014 | Aland      | Isabella   | Chili      | Mikkel Kryger Emilie Paevatalu   |                                 | Wafande Oh Land Joey Moe | Joey Moe    |
| Efterår 2014 | Aland      | Sophie     | Malthe     | Mikkel Kryger Emilie Paevatalu   |                                 | Wafande Oh Land Joey Moe | Joey Moe    |
| Efterår 2014 | Aland      | Sophie     | Simon      | Mikkel Kryger Emilie Paevatalu   |                                 | Wafande Oh Land Joey Moe | Joey Moe    |
| 3            |            |            |            |                                  |                                 | Wafande Oh Land Joey Moe | Joey Moe    |
| Efterår 2015 | Isabel     | Ella Marie | Ida Louise | Mikkel Kryger Amelia Høy         |                                 | Wafande Oh Land Joey Moe | Joey Moe    |
| Efterår 2015 | Isabel     | Johanne    | Kasper     | Mikkel Kryger Amelia Høy         |                                 | Wafande Oh Land Joey Moe | Joey Moe    |
| Efterår 2015 | Isabel     | Johanne    | Natasja    | Mikkel Kryger Amelia Høy         |                                 | Wafande Oh Land Joey Moe | Joey Moe    |
| 4            |            |            |            |                                  |                                 | Wafande Oh Land Joey Moe |             |
| Efterår 2016 | Oliver     | Freja      | Marius     | Mikkel Kryger Amelia Høy         | Oh Land                         | Wafande Oh Land Joey Moe |             |
| Efterår 2016 | Oliver     | Karoline   | Ida        | Mikkel Kryger Amelia Høy         | Oh Land                         | Wafande Oh Land Joey Moe |             |
| Efterår 2016 | Oliver     | Karoline   | Kerem      | Mikkel Kryger Amelia Høy         | Oh Land                         | Wafande Oh Land Joey Moe |             |
| 5            |            |            |            |                                  | Oh Land                         | Wafande Oh Land Joey Moe |             |
| Efterår 2017 | Dafne      | Merle      | Solveig    | Mikkel Kryger Stephania Potalivo | Oh Land                         | Wafande Oh Land Joey Moe |             |
| Efterår 2017 | Dafne      | Kamille    | Donnchadh  | Mikkel Kryger Stephania Potalivo | Oh Land                         | Wafande Oh Land Joey Moe |             |
| Efterår 2017 | Dafne      | Kamille    | Jonathan   | Mikkel Kryger Stephania Potalivo | Oh Land                         | Wafande Oh Land Joey Moe |             |
| 6            |            |            |            |                                  |                                 |                          |             |
| Forår 2019   | Camille    | Katrine    | Nicklas    | Jacob Riising Ihan Haydar        | Wafande Mette Lindberg Joey Moe | Wafande                  |             |